# 瑞氏螂斗蛤
瑞氏螂斗蛤（学名：Myadora reeveana）是笋螂目三角瓣蛤科螂斗蛤屬的一種。

## 型態描述
與其他本科物種一樣：本物種壳质坚厚、能密闭，前、后不等，左右壳亦不等。
壳型较小、壳顶尖细，位于背部中央之前；壳的前端尖，前背缘略直，后端截形，后背缘微下陷，腹缘后部微弯，几乎同后背缘平行；右壳大而凸，表面有较强壮的放射肋，自壳顶到后腹角有一隆起脊；左壳扁平，壳表的同心肋较弱，其壳顶更尖细。
壳内面具真珠光泽，前闭壳肌痕长，后闭壳肌痕圆形，外套窦浅而宽；铰合部无齿,内韧带三角形。

## 分佈
本物種見於台湾海域及日本房總半島以南海域。